# Latibulus gracilis
Latibulus gracilis là một loài tò vò trong họ Ichneumonidae.